# So High
«So High» es el sencillo debut de la rapera y cantante estadounidense Doja Cat. Originalmente, ella misma publicó una versión temprana de la canción exclusivamente para SoundCloud el 8 de noviembre de 2012 a la edad de 17 años. El 13 de marzo de 2014, fue reempaquetado y lanzado comercialmente como el sencillo principal de su EP debut Purrr! bajo Kemosabe y RCA Records. La base musical de la pista es la canción «Falling Leaves» del productor francés Evil Needle. Desde entonces, la propia Doja Cat ha expresado su desdén retrospectivo hacia el disco, citando la letra y la interpretación vocal como vergonzosas.

## Antecedentes y grabación
En 2011, Doja Cat comenzó a aprender por sí misma a cantar, rapear y usar GarageBand después de abandonar la escuela secundaria a los 16 años cuando estaba en el undécimo grado. Reveló que nunca tuvo intenciones de cantar o rapear hasta que abandonó y necesitaba un trabajo. Doja Cat pasaba mucho tiempo navegando en YouTube en busca de ritmos e instrumentos a los que agregaba voces usando el micrófono incorporado en su MacBook; todo mientras estaba sentada en el colchón en el piso de su propia habitación. Eventualmente usaría GarageBand para probar «Falling Leaves», un sencillo del productor francés Evil Needle, lanzado oficialmente el 16 de octubre de 2012. Doja Cat subió brevemente «So High» a SoundCloud el 8 de noviembre de 2012, y luego reveló que esta sería la primera pista permanente en su cuenta que no se eliminaría poco después, a diferencia de sus precursores. Recuerda haber llorado después de que la canción acumuló 12 vistas y dos me gusta en la plataforma.
«So High» eventualmente llamaría la atención de Kemosabe y RCA Records, donde firmó un contrato discográfico conjunto, así como una asociación temporal de gestión de artistas con Roc Nation. Mientras estuvo bajo los dos sellos discográficos, Doja Cat hizo su debut en solitario al lanzar una versión de estudio reempaquetada de «So High» el 13 de marzo de 2014. Unos días después se lanzó un video musical oficial de la canción, y de alguna manera ayudó a ganar la atención pública moderada de la canción en línea. Sería el sencillo principal del EP debut de Doja Cat, Purrr! (2014), pero también perdería tracción más tarde cuando terminó su asociación con Roc Nation y no pudo encontrar un «equipo sólido». Doja Cat entró en una especie de pausa comercial durante varios años, pero continuaría subiendo pistas a su cuenta de SoundCloud, mientras que el video musical de «So High» también obtendría vistas continuamente durante este tiempo.
En una entrevista con Rolling Stone de diciembre de 2021, Doja Cat reveló que no le gusta la canción y afirma que «se estremece» cada vez que la escucha. Criticó su interpretación vocal y afirmó que la canción tiene «algunas de las letras más perezosas que jamás haya escrito», pero la reconoció por tener «algunas de las producciones musicales más hermosas que jamás haya escuchado».

## Recepción crítica
En el momento de su lanzamiento, Adelle Platon de Vibe escribió que la canción mezcla «voces brillantes con compases sin filtro» y describió a Doja Cat como un «prodigio psicodélico». Recordando varios años después, Nastia Voynovskaya de NPR describió «So High» como un «himno humeante downtempo» que se lanzó en «un año en que los advenedizos de SoundCloud como ABRA y Shlohmo cambiaron el R&B en una dirección más alucinante y más alejada». Juliana Pache de The Fader describió la canción como «un número suave, repetitivo, al estilo Soulection sobre precisamente lo que sugiere el título». Aria Hughes de WWD también describió la canción como «una canción para fumetas que compara enamorarse con fumar hierba».

## Presentaciones en vivo
Doja Cat comenzó a interpretar «So High» en varios lugares y festivales locales pequeños en Los Ángeles y sus alrededores. También apoyaría al músico Theophilus London en la gira de 2015 e interpretaría «So High» para abrir cada espectáculo. Una interpretación de estudio acústico de la canción se lanzó a YouTube en septiembre de 2014. Patrick Montes de Hypebeast señaló que con la «nueva versión reducida, el brillo R&B/pop moderno y apto para blogs del original [fue] evitado en favor de un sonido más conmovedor que no estaría fuera de lugar en la noche de jazz de Smoky Lounge». Doja Cat le dijo a Noisey:

«So High» fue una canción que a veces terminé tocando acústicamente durante presentaciones en vivo… Me gustó mucho escuchar cómo se podía resaltar la melodía y decidimos por qué no hacer una versión acústica en vivo en una película. Me sentí muy afortunada de que las chicas Chargaux estuvieran en Los Ángeles para dejarlo. Hicimos una toma para el audio, que lo mantuvo crudo y se mantuvo fiel a la energía natural que pretendíamos capturar.

## Video musical
El video musical oficial fue lanzado el 25 de marzo de 2014. Filmado en las salinas de California, Doja Cat lo describió como un proyecto de «alto presupuesto» para una artista tan pequeña como ella. En el video, ella está vestida como una diosa hindú y principalmente permanece sentada en un trono estilo flor de loto mientras hace movimientos fluidos con los brazos. Ella reveló en una entrevista que su experiencia infantil de practicar el hinduismo influyó en la estética utilizada en el video, afirmando: «El mundo del video de 'So High' viene de mi vida personal, mi pasado, no es algo que salió de la nada.» Doja Cat más tarde se convertiría en un tema de cancelación de la cultura cuando comenzó a ganar popularidad, y algunas personas acusaron al video musical de «So High» de «sexualizar y apropiarse de la cultura hindú». En respuesta a esto, afirmó en diciembre de 2021 que «Si hubiera sabido que no debía hacer eso, probablemente no lo hubiera hecho [...] Cuando algo es tan sagrado para muchas personas, creo que es bueno ser más sensible al respecto y simplemente retroceder».

## Remixes y medios
«So High» recibió versiones remix tanto del productor estadounidense StéLouse, como del DJ holandés San Holo. En el momento de su lanzamiento en 2014, la canción llamó la atención de personas como la DJ australiana Elizabeth Rose, su compañera de sello Becky G, y la cantante estadounidense Billie Eilish cuando solo tenía 12 años. «So High» apareció en la primera temporada de la serie de televisión estadounidense Empire (2015) en el episodio titulado «The Devil Quotes Scripture». El video musical oficial ha acumulado 63 millones de visitas en YouTube hasta mayo de 2022.

## Certificaciones
| País   | Organismo certificador | Certificación | Ventas certificadas | Ref.   |
| ------ | ---------------------- | ------------- | ------------------- | ------ |
| Brasil | Pró-Música Brasil      | Oro           | 30,000              | [ 30 ] |